# Leutnitz

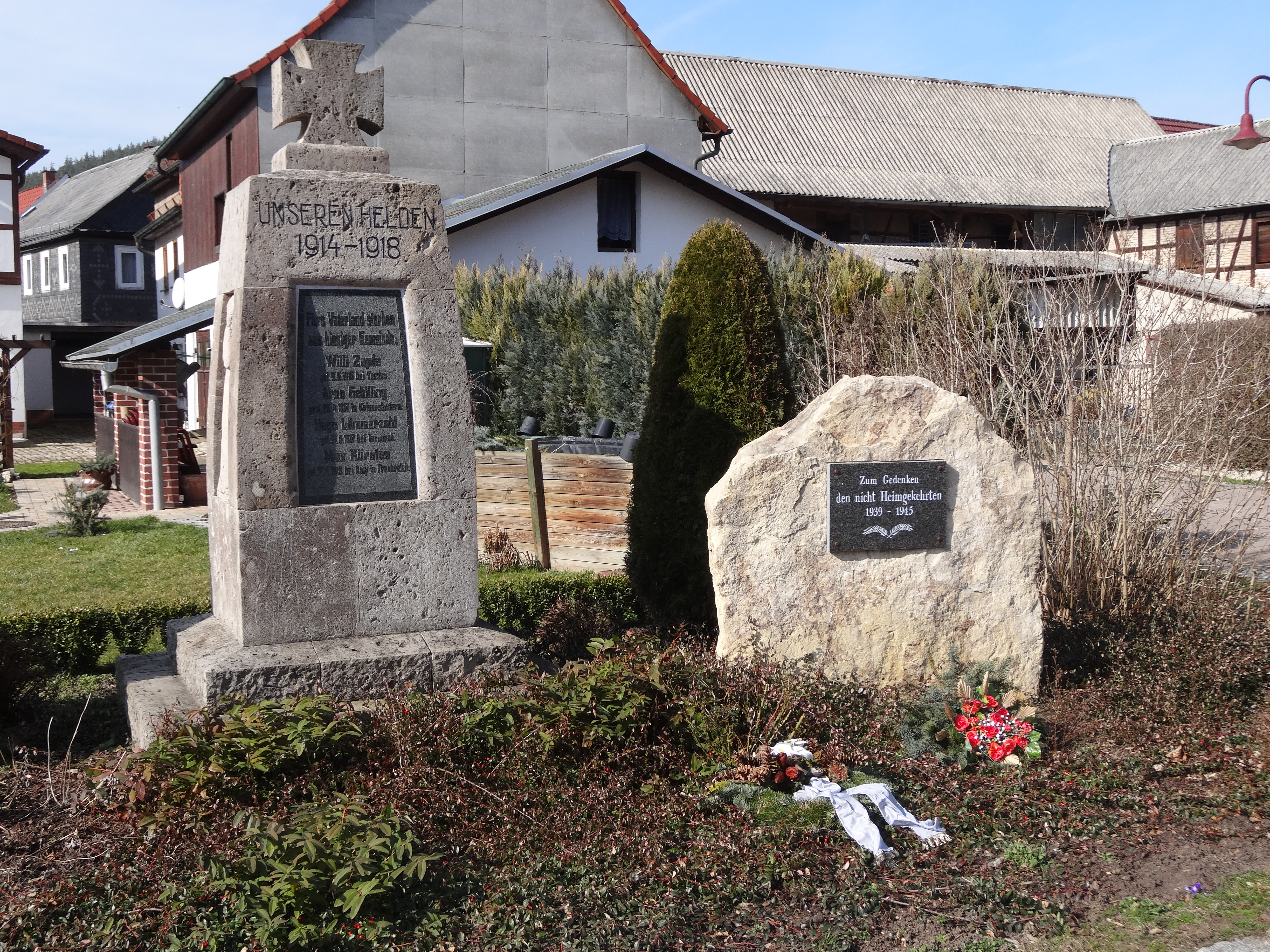
Kriegerdenkmal

Leutnitz ist ein Ortsteil der Stadt Königsee im Landkreis Saalfeld-Rudolstadt in Thüringen.

## Geographie
Leutnitz liegt an der Mündung des Tellbach in die Rinne im Landschaftsschutzgebiet Rinne-Rottenbachtal. Der hohe Wald- und Grünlandanteil wird durch den Wechsel von Hang- und Tallagen sowie durch das Klima beeinflusst. Buntsandsteinböden herrschen vor.

## Geschichte
1411 wurde Leutnitz erstmals urkundlich registriert. Bis 1918 gehörte der Ort zur Oberherrschaft des Fürstentums Schwarzburg-Rudolstadt.
1895 wurde die Bahnstrecke Erfurt–Saalfeld eröffnet, die einen Haltepunkt in Leutnitz hatte, der jedoch im Dezember 2011 wegen geringer Fahrgastzahlen geschlossen wurde.
Am 1. Juli 1950 wurde Leutnitz nach Quittelsdorf eingemeindet. Am 2. Dezember 1990 wurde es als selbständige Gemeinde ausgegliedert und hatte am 31. Dezember 1990 148 Einwohner auf einer Fläche von 199 ha.

## Wirtschaft
Der Ort wird durch die Land- und Forstwirtschaft geprägt.